# 渋峠
渋峠（しぶとうげ）は、群馬県吾妻郡中之条町と長野県下高井郡山ノ内町の間にある峠である。

## 概要
横手山と白根山の間を通過する峠で、1961年に「中部横断観光道路」構想の一部に組み入れられ工事が本格化。1965年に一応の完成をみたが、当時は未舗装の状態であり管理もままならない状態であった。このことから群馬県と長野県で協議を行い、有料道路化することが決定。志賀草津道路（有料道路）として1965年に再開通したが、1992年には無料開放され国道292号に組み込まれている。標高は2,172mで、日本全国の国道でも最も標高が高い地点である。
群馬県側からは草津温泉街、殺生河原など変化に富んだ光景が連続する。長野県側は志賀高原、渋・湯田中温泉などが点在する。ただし標高が高いため冬期閉鎖区間となっている（例年11月初頭から4月下旬まで）。峠道路長野県側にはクロスカントリースキーコースが整備される。

## 気候
善光寺平が35℃ぐらいあるような時でも、渋峠の気温が20℃を超えるようなことはめったにない。真夏でも明け方は10℃を下回ることが普通である。

## 国道最高地点
渋峠には群馬・長野両県にまたがる「県境の宿 渋峠ホテル」が建つ。壁面や敷地に県境が描かれているため、インスタグラムの撮影ポイントになっている。付近には「標高2,172m」の看板も立つ。ただし真の最高地点は県境から数百m群馬寄りにあり、2004年には「日本国道最高地点」の石碑が建てられた。渋峠ホテルでは「日本国道最高地点到達証明書」が販売されている。
日本国道最高地点として自転車乗りやバイク乗りの聖地となっているが、2018年1月23日の草津白根山の噴火以降、夏季の道路開通時期でも自転車、バイク、オープンカーの通過が群馬県側（殺生 − 万座三叉路間）で禁止され、代替ルートとなる万座ハイウェー（有料道路）も自転車や125cc以下のバイクは通行できないため、長野県側からのアクセスしかできない状況となっていたが、2021年3月に草津白根山の噴火警戒レベルが1（活火山であることに留意）に引き下げられたことに伴い、同年4月23日午前10時に噴火以来、4年ぶりに規制なしの全面開通となった。

## 横手山・渋峠スキー場
積雪期、横手山山頂と渋峠の間は「横手山・渋峠スキー場渋峠エリア」となる。

## 慰霊碑
2018年8月10日に発生した群馬県防災ヘリコプター「はるな」墜落事故の慰霊碑がある。この事故では群馬県防災航空隊員と消防職員9人が亡くなった。

## 交通
長電バス白根火山線
- 湯田中駅 - 渋峠 - 白根火山（冬季運休）

## 位置
- 北緯36度39分58.5秒 東経138度32分4.3秒 / 北緯36.666250度 東経138.534528度
- 渋峠 - 地理院地図
- 渋峠 - Google マップ
- 群馬県吾妻郡中之条町入山（地図 - Google マップ）
- 長野県下高井郡山ノ内町大字平穏（地図 - Google マップ）

## 参考画像

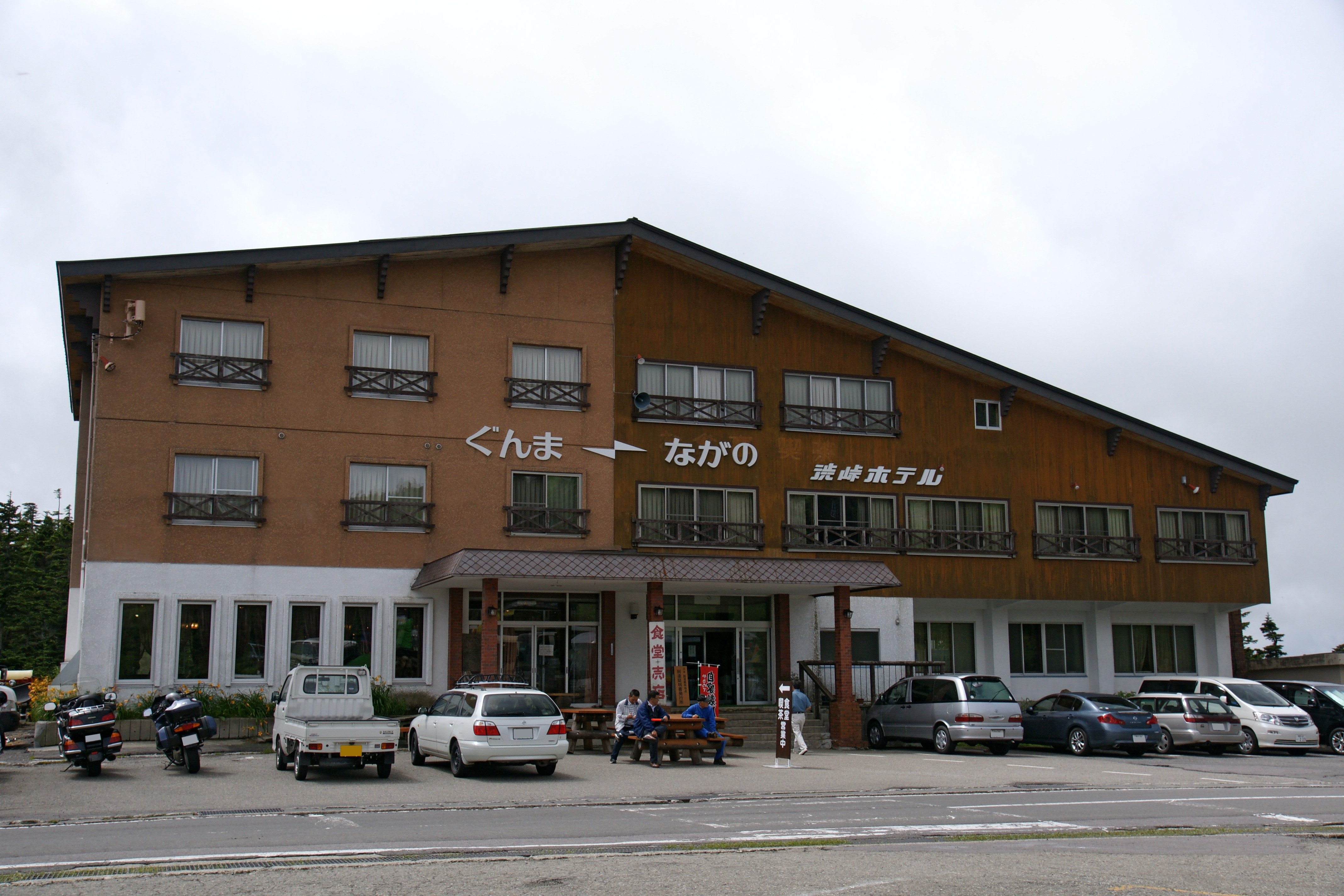
県境に立つホテル
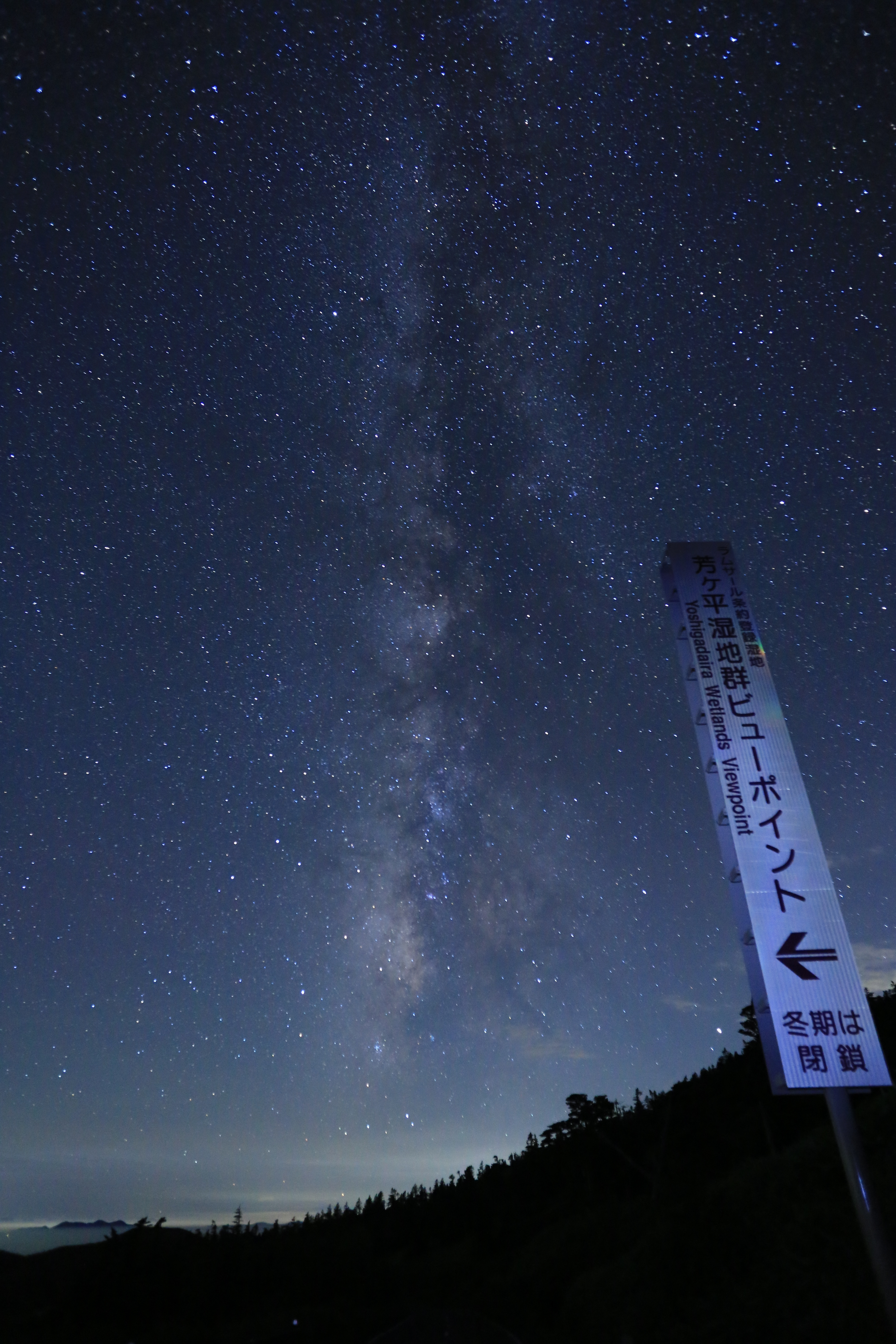
峠は霧が出やすいが天体観測はしやすい. 2015年に設置された標識と天の川
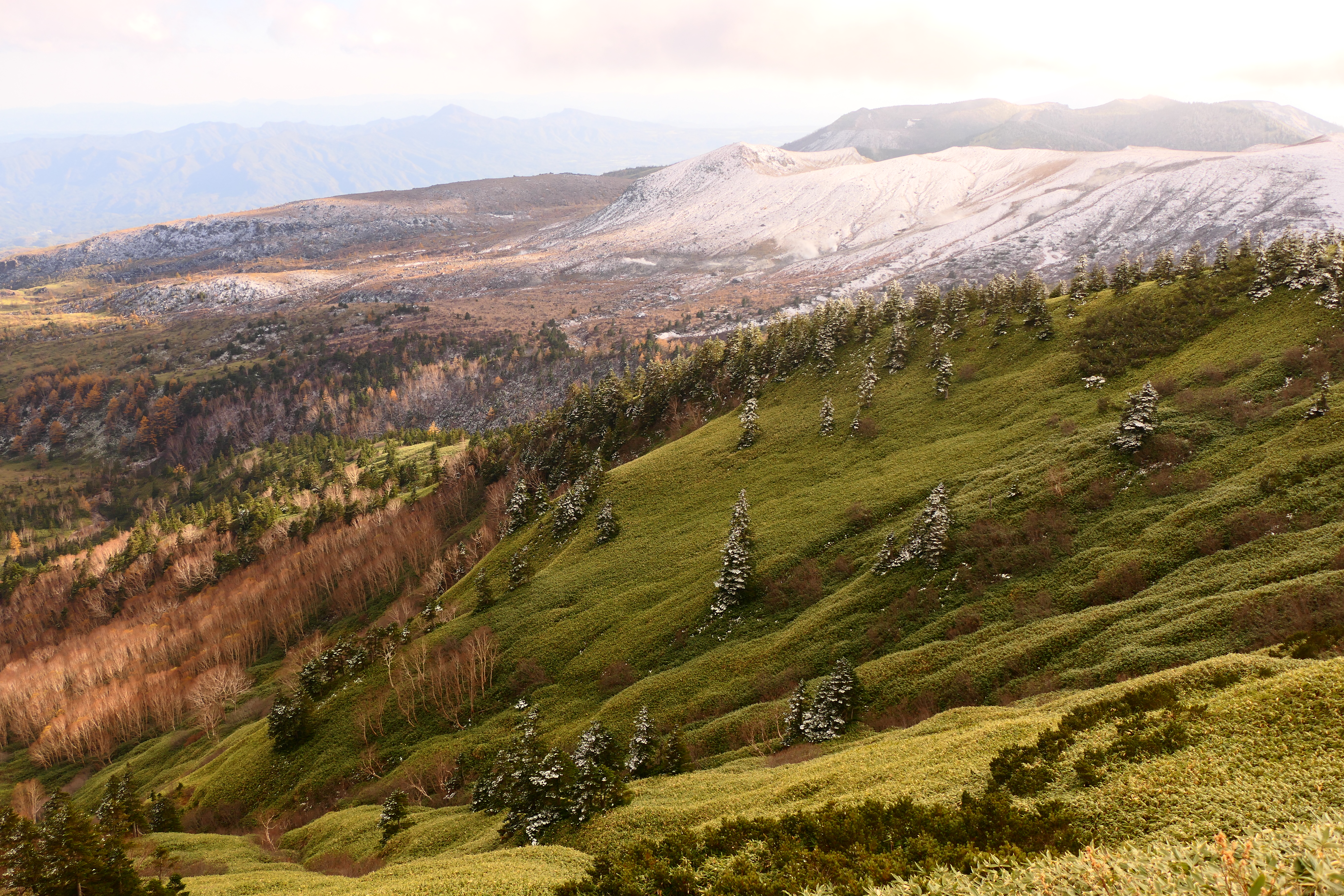
渋峠から芳ヶ平と草津白根山の眺望。